# Playa de Sobreira
La playa de Sobreira es una de las playas que pertenecen a la ciudad de Vigo, está situada en la parroquia de Oya.

## Características
Playa bordeada de villas de la urbanización cabo Estai, cuyas viviendas ocupan todo el frente costero, imposibilitando la circulación horizontal, por lo que para acceder a ella, igual que a la playa vecina, es necesario llegar a pie a través de un estrecho camino perpendicular a la misma.

## Servicios
Rampa de acceso, papeleras, servicio de limpieza.

## Accesos
En coche hasta la urbanización cabo Estai de Canido. A pie los últimos metros por un camino que parte de la calle Arquitecto Antonio Cominges. Autobús urbano de Vitrasa línea L11.

## Otros
Playa muy frecuentada por los vecinos de la urbanización. Fondos rocosos apropiados para el buceo.